# Simfonia núm. 2 (Honegger)
La Simfonia núm. 2 (H. 153) per a cordes i trompeta d'Arthur Honegger és una obra per a orquestra, la segona de les seves cinc simfonies. Nascuda d'un encàrrec del director d'orquestra suís Paul Sacher, que el 1936 li va demanar una obra per celebrar el desè aniversari de la seva Orquestra de cambra de Basilea. Va ser escrita entre els anys 1940 i 1941 a París, durant l'ocupació alemanya de la ciutat. Finalment, fou estrenada el 18 de maig del 1942 a Zúric.

## Moviments i orquestració
Aquesta simfonia, com totes les del compositor, consta de tres moviments:
1. Molto moderato - Allegro
2. Adagio mesto
3. Vivace non troppo - Presto

La duració aproximada és de 25 minuts.
L'obra està escrita per a orquestra de cordes i una trompeta ad libitum que dobla la melodia al coral del final de l'últim moviment. Encara que el compositor indiqui que la trompeta pot no ser utilitzada (o fins i tot reemplaçada per un altre instrument de vent), s'interpreta normalment amb trompeta.

## Anàlisi de l'obra
Aquesta és una de les poques obres d'Arthur Honegger que no té un sobrenom o algun significat programàtic. Ell, que sovint va escriure música seguint títols descriptius, un programa o explícitament un text, es mostrà reticent a l'hora de lligar aquesta simfonia amb elements extramusicals. Es tracta d'una obra on el compositor va buscar una composició abstracta, un discurs musical sense cap interpretació extramusical, així com tampoc caient en una arquitectura musical clara com la forma sonata (forma molt cultivada per ell en altres obres). Es tracta d'una obra abstracta i independent, que neix de si mateixa i no porta impresa altre discurs que aquell que, compàs rere compàs, va creant. Així i tot, aquesta obra tan densa, tensa i fosca, que sembla no presentar cap esperança fins a l'últim moment podria descriure el clima que regnava a París ocupat per les forces alemanyes en el temps de l'ocupació, moment de l'escriptura de l'obra. Si bé és una hipòtesi força probable i que generalment és acceptada, el compositor no ho va afirmar (ni desmentir) mai.
En aquesta obra veiem molt clarament la influència que tenia el compositor alemany Johann Sebastian Bach, així com el luteranisme, en l'obra de Honegger. El contrapunt dens, les harmonies nascudes del joc de veus, més que no pas de la verticalitat, recorden a la manera d'escriure del compositor alemany, i sobretot la utilització al final del darrer moviment d'un cantus firmus que, tot i ser inventat, recorda les melodies dels himnes protestants, sobre el qual s'articula un complex contrapunt imitatiu, a la manera dels corals figurats de Bach.
Cal destacar també que aquesta obra neix fruit d'un llarg estudi de part del compositor sobre els últims quartets de Ludwig van Beethoven. Si bé la relació entre aquests quartets i la simfonia no sembla tan clara, el compositor reconeix haver començat a compondre la simfonia inspirat per aquest estudi dels quartets.